# Helmholtzova volná energie
Helmholtzova volná energie (též volná energie nebo Helmholtzova funkce) je termodynamický potenciál, který charakterizuje energetický stav systému při konstantní teplotě. V termodynamické rovnováze takového systému je její hodnota minimální.

## Značení
- Značka: F, A
- Jednotka SI: joule, značka J

## Definice
Helmholtzova volná energie je definována jako
{\displaystyle F=U-TS},
kde {\displaystyle U} je vnitřní energie, {\displaystyle T} je termodynamická teplota a {\displaystyle S} je entropie. Jde o Legendrovu transformaci vnitřní energie systému, při níž je entropie nahrazena teplotou jako nezávislou proměnnou potenciálu.
Volná energie je považována za tu část vnitřní energie systému, kterou lze při konstantní teplotě přeměnit na práci. Člen {\displaystyle TS} představuje energii spojenou s entropií systému a není tedy přeměnitelný na práci.
Totální diferenciál má tvar
{\displaystyle \mathrm {d} F=-S\mathrm {d} T-p\mathrm {d} V}.

## Vlastnosti
Pokles volné energie při izotermickém ději odpovídá maximální práci, kterou systém může vykonat:
{\displaystyle W\leq -\Delta F}.
Děj bude tedy probíhat samovolně, pokud platí podmínka
{\displaystyle \Delta F\leq 0},
přičemž pro vratné děje platí {\displaystyle \Delta F=0} a pro nevratné děje {\displaystyle \Delta F<0}.